# Salvia canescens
Salvia canescens es una planta herbácea de la familia de las lamiáceas. Es un endemismo del Caucaso. 

## Descripción
Salvia canescens var. daghestanica alcanza casi los 0,30 m de alto y de ancho, formando un montículo de color blanco con hojas de 2,5 a 10 cm que están cubiertas de pelos blancos en la parte superior e inferior. Tiene flores de color púrpura que crecen en verticilos que florecen en verano y en otoño, llegando a poco más de 1,3 cm de largo con un cáliz pequeño. Las inflorescencias crecen hasta los 0,30 m de largo, sosteniendo las flores por encima del follaje.

## Taxonomía
Salvia canescens fue descrita por Carl Anton von Meyer y publicado en Verz. Pfl. Casp. Meer. 86. 1831
Etimología
Ver: Salvia
canescens: epíteto latino que significa "de color gris".
Sinonimia
- Salvia daghestanica Sosn.